# Shaun of the Dead
Shaun of the Dead (thường được gọi là Giữa bầy xác sống) là một bộ phim hài kinh dị năm 2004 của đạo diễn Edgar Wright và đồng biên kịch với Simon Pegg. Tác phẩm có sự tham gia diễn xuất của Pegg và Nick Frost trong vai hai người bạn thân Shaun và Ed, buộc phải lánh nạn trong một quán rượu cùng với những người thân yêu của họ khi đại dịch zombie bùng phát. Ngoài ra, Shaun of the Dead còn có sự góp mặt của Kate Ashfield, Lucy Davis, Dylan Moran, Bill Nighy cùng Penelope Wilton. Đây là phần đầu tiên trong sê-ri Three Flavours Cornetto của Wright và Pegg, trong đó những phần nối tiếp của Shaun of the Dead gồm Hot Fuzz (2007) và The World's End (2013).
Shaun of the Dead lấy cảm hứng từ loạt phim truyền hình Spaces cũng do Pegg tạo ra và đạo diễn bởi Wright. Tựa đề và cốt truyện phim cũng liên quan đến bộ phim Dead của đạo diễn George A. Romero. Quá trình bấm máy diễn ra trên khắp London và được quay trong hơn chín tuần từ tháng 5 đến tháng 6 năm 2003.
Bộ phim được công chiếu tại London vào ngày 29 tháng 3 năm 2004, phát hành tại Vương quốc Anh vào ngày 9 tháng 4 năm 2004 và tại Hoa Kỳ vào ngày 24 tháng 9 cùng năm. Phim đã nhận được những lời khen ngợi từ giới phê bình, thu về 30 triệu USD trên toàn thế giới so với ngân sách 6,1 triệu USD và nhận được hai đề cử tại Giải BAFTA. Trong cuộc thăm dò trên Channel 4 vào năm 2006, tác phẩm được xếp thứ ba trong danh sách 50 phim hài hay nhất của họ. Sau khi phát hành, bộ phim đã nhận được sự tôn sùng đặc biệt từ "những người yêu thích các bộ phim hài và kinh dị thuộc Thế hệ Y"; tiểu thuyết gia kinh dị Stephen King đã gọi bộ phim là "con số 10 trên chiếc đồng hồ vui nhộn và được coi là một tác phẩm kinh điển".

## Nội dung
Shaun là một nhân viên bán hàng điện tử ở London, là người không có mục tiêu sống rõ ràng. Anh bị các đồng nghiệp coi thường, không hòa thuận với bố dượng Philip, cũng như bị cô bạn gái Liz chia tay. Đau lòng, Shaun uống rượu giải sầu với bạn thân của mình là Ed tại quán rượu yêu thích của họ, Winchester. Sau đó, bạn cùng nhà của Shaun và Ed là Pete phàn nàn về vết thương do bị một ai đó cắn, rồi mắng Shaun.
Sáng hôm sau, toàn London đã tràn ngập những thây ma ăn thịt người. Shaun và Ed không để ý đến điều đó cho đến khi họ gặp hai thây ma trong vườn nhà mình. Cả hai bèn giết chúng bằng xẻng và gậy cricket, rồi nghĩ ra một kế hoạch giải cứu Liz và mẹ Shaun, tức Barbara, sau đó đến quán Winchester và chờ đợi đến khi đại dịch kết thúc. Họ sử dụng xe của Pete để đón Barbara và Philip, người bị cắn ngay sau đó. Shaun và Ed liền lái chiếc xe Jaguar của Philip đến nhà Liz để đón cô và những người bạn của cô là Dianne và David. Philip sau đó làm hòa với Shaun trước khi ông biến thành thây ma.
Cả nhóm đành phải bỏ chiếc xe và lẻn qua vùng lân cận London, bắt chước bọn thây ma và đi ngang qua chúng. Họ ẩn náu bên trong quán Winchester, nơi Shaun phát hiện ra khẩu súng trường Winchester được trưng bày là hàng thật. Barbara tiết lộ rằng bà có một vết thương ở tay và chết ngay sau khi chấp nhận mối quan hệ của Shaun và Liz. David cố gắng bắn Barbara, nhưng Shaun ngăn anh ta lại, khiến cả nhóm tranh cãi dữ dội. Shaun nói rằng David yêu Liz, điều mà Dianne thừa nhận. Shaun quẫn trí, buộc phải bắn Barbara khi bà biến thành thây ma.
Những thây ma bắt đầu phá cửa sổ và tràn vào quán rượu, xé xác David và sau đó là Dianne khi cô lao vào chúng để trả thù cho David. Sau đó, Pete xuất hiện và cắn Ed. Shaun, Liz cùng Ed bắn Pete và đốt cháy quầy rượu để ngăn những thây ma rồi trốn xuống tầng hầm. Nhận ra khẩu súng chỉ còn hai viên đạn, Shaun và Liz dự định tự tử trong khi Ed quyết định để các thây ma ăn thịt anh. Shaun phát hiện ra một cánh cửa để trốn ra đường. Ed tình nguyện ở lại với khẩu súng. Sau đó, Quân đội Anh đến tiêu diệt bọn thây ma và đưa Shaun và Liz đến nơi an toàn.
Sáu tháng sau, nền văn minh đã trở lại bình thường và những thây ma được sử dụng như những công cụ lao động và giải trí rẻ tiền. Liz đã chuyển đến ở chung với Shaun, rồi Shaun đi vào nhà kho và chơi video game cùng với Ed.

## Diễn viên
- Simon Pegg trong vai Shaun
- Nick Frost trong vai Ed
- Kate Ashfield trong vai Liz
- Lucy Davis trong vai Dianne
- Dylan Moran trong vai David
- Penelope Wilton trong vai Barbara
- Bill Nighy trong vai Philip
- Jessica Stevenson trong vai Yvonne
- Peter Serafinowicz trong vai Pete
- Rafe Spall trong vai Noel
- Martin Freeman trong vai Declan
- Reece Shearsmith trong vai Mark
- Tamsin Greig trong vai Maggie
- Julia Deakin trong vai mẹ của Yvonne
- Matt Lucas trong vai Tom

## Đón nhận

### Phòng vé
Tại Vương quốc Anh, Shaun of the Dead đã thu về 1,6 triệu bảng tại 366 rạp chiếu phim vào cuối tuần ra mắt, và 6,4 triệu bảng vào giữa tháng 5. Trong tuần lễ mở màn tại Hoa Kỳ, Shaun of the Dead đã thu về 3,3 triệu USD, chiếm vị trí thứ bảy tại phòng vé dù chỉ phát hành giới hạn trong 607 rạp. Tác phẩm đã mang về được 30.039.392 USD trên toàn thế giới.